# Конвой QP-4
QP-4 — арктический конвой времён Второй мировой войны.
QP-4 был отправлен из Архангельска 29 декабря 1941 года. В его состав входило 13 грузовых судов, два из которых были вынуждены вернуться в порт и позже присоединились к конвою QP-5. Эскорт состоял из тральщиков Leda, Seagull, Speedy, Bramble, Hebe, а также траулеров Bute и Stella Capella. 
5 января тральщики Bramble и Hebe покинули конвой, а в качестве усиления эскорта к конвою присоединился крейсер HMS Edinburgh в сопровождении эсминцев Echo и Escapade.
9 января эскорт покинул конвой. 15 января 1942 года конвой без потерь прибыл в Сейдисфьордюр.

## Состав конвоя
| Название корабля | Государство флага | Груз            | Примечание                                      |
| ---------------- | ----------------- | --------------- | ----------------------------------------------- |
| Briarwood        | Великобритания    | в балласте      |                                                 |
| El Capitan       | Великобритания    | лес             |                                                 |
| Wanstead         | Великобритания    | лес             | На судне находился командир конвоя              |
| Cape Corso       | Великобритания    | железная руда   |                                                 |
| Сухона           | СССР              | в балласте      |                                                 |
| Trekieve         | Великобритания    | лес             | На судне находился заместитель командира конвоя |
| Dan-y-Bryn       | Великобритания    | хром - магнезит |                                                 |
| Mirlo            | Норвегия          | в балласте      |                                                 |
| Cocle            | Панама            | лес             |                                                 |
| Trehata          | Великобритания    | в балласте      |                                                 |
| Cape Race        | Великобритания    | лес             |                                                 |
| San Ambrosio     | Великобритания    |                 | Вернулось в порт, вошло в конвой QP-5.          |
| Eulima           | Великобритания    |                 | Вернулось в порт, вошло в конвой QP-5.          |